# Eduard Wahl

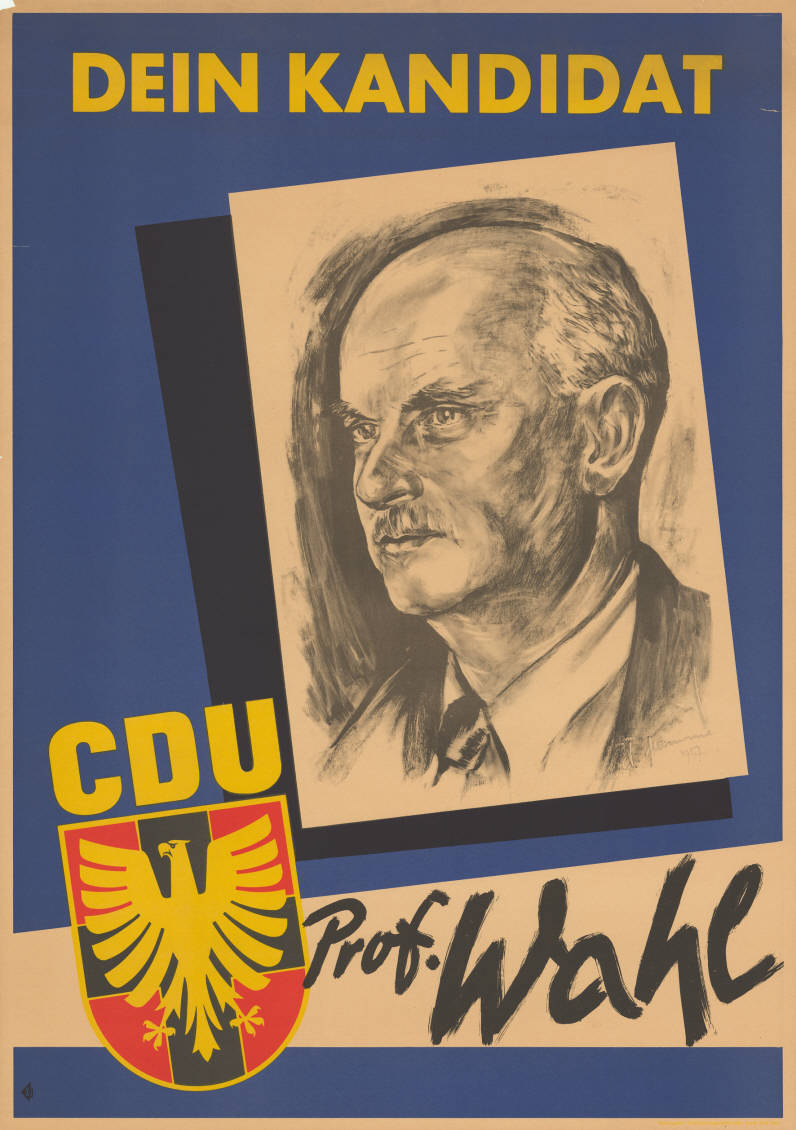
Eduard Wahl auf einem Wahlplakat

Eduard Wahl (* 29. März 1903 in Frankfurt am Main; † 6. Februar 1985 in Heidelberg) war ein deutscher Professor der Rechtswissenschaft und Politiker der CDU.

## Leben
Eduard Wahl wurde 1903 in Frankfurt am Main als Sohn eines Rektors geboren.
Nach dem Besuch der Schule studierte er an den Universitäten in Frankfurt, Heidelberg, Marburg und Paris. Im Jahr 1923 promovierte er mit seiner Schrift Die für den Fall der klagemäßigen Verurteilung erhobene Widerklage. Sein Assessorexamen legte er 1927 ab, anschließend wurde er Mitarbeiter am Kaiser-Wilhelm-Institut in Berlin für ausländisches und internationales Privatrecht.
An der Universität Berlin folgte 1932 seine Habilitation und anschließend eine Tätigkeit als Privatdozent. 1935 wurde er als außerordentlicher Professor an die Universität Göttingen berufen. Im Jahr 1941 nahm er das Angebot der Universität Heidelberg an, die ihm einen Lehrstuhl für Zivilrecht angeboten hatte. Nach dem Attentat auf Adolf Hitler am 20. Juli 1944 wurde Wahl aufgrund politischer Belastung zur Wehrmacht eingezogen.
Wahl trat zum 5. November 1933 der SA bei. Am 21. Juni 1937 beantragte er die Aufnahme in die NSDAP und wurde rückwirkend zum 1. Mai desselben Jahres aufgenommen (Mitgliedsnummer 4.610.418).
Nach dem Ende des Zweiten Weltkrieges wurde er 1946 wieder Professor an der Universität Heidelberg, an der er bis zu seiner Emeritierung 1971 blieb. Im Nürnberger Prozess gegen die I.G. Farben 1947/1948 hatte er das Mandat der Verteidigung als „Sonderberater für alle Angeklagten“ inne und war außerdem als Sachverständiger gefragt. Mit dem von ihm initiierten „Heidelberger Juristenkreis“ koordinierte er ab 1949 den Widerstand gegen die im Rahmen des War Crimes Programs geführten Prozesse, die von Kirchen, Juristen, Presse und Parteien als „Siegerjustiz“ diffamiert wurden.
Nach seinem Ausscheiden aus dem Bundestag 1969 setzte er sich zur Ruhe.
Sein Nachlass wird im Archiv für Christlich-Demokratische Politik in Sankt Augustin aufbewahrt.
In zweiter Ehe war er mit Klara von Heuß verheiratet; der 1949 geborene gemeinsame Sohn Bernhard Wahl wurde ebenfalls Jurist.

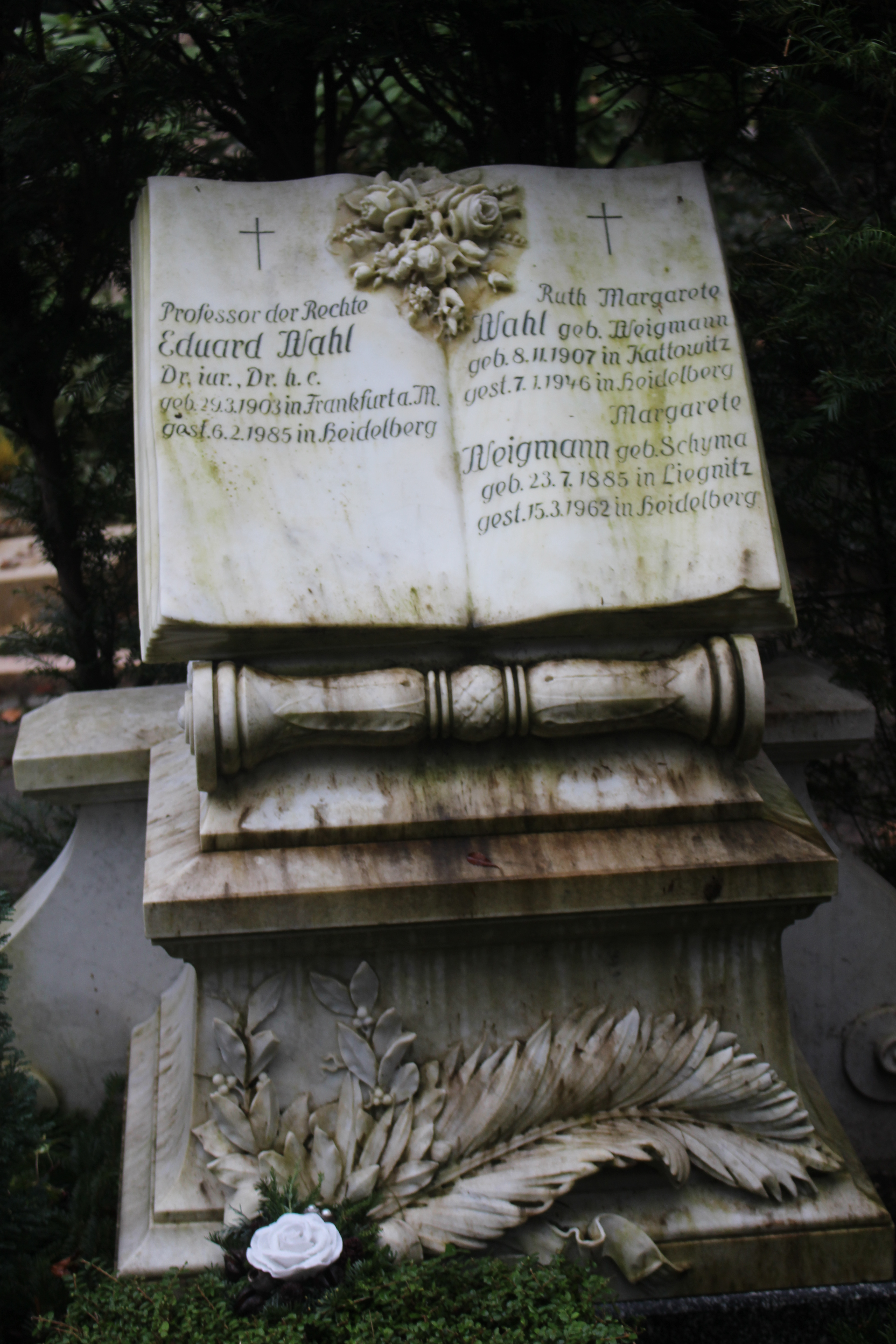
Grabstätte von Eduard Wahl, Bergfriedhof Heidelberg

## Politik und Abgeordnetentätigkeit
Wahl trat im Jahr 1945 in die CDU ein und wurde 1950 Vorsitzender des Kreisverbandes Heidelberg. Bei der Wahl zum ersten Deutschen Bundestag 1949 wurde er als Direktkandidat im Wahlkreis Heidelberg (später in Wahlkreis Heidelberg-Stadt umbenannt) ins Parlament gewählt. In der ersten Legislaturperiode war er ordentliches Mitglied im Ausschuss zur Wahrung der Rechte der Volksvertretung und für Besatzungsstatut. Außerdem gehörte er dem Ausschuss für Patentrecht und Rechtsschutz als stellvertretendes Mitglied an. Seit März 1953 war er auch Mitglied im Ausschuss für Wahlrecht und im Ausschuss für Rechtswesen und Verfassungsrecht, dem er auch in der zweiten Legislaturperiode angehörte. In den ersten vier Wahlperioden, von 1949 bis 1965, war er auch stellvertretendes Mitglied im Wahlprüfungsausschuss. In der zweiten Wahlperiode amtierte er als Vorsitzender des Ausschusses für Besatzungsfolgen, in der dritten und vierten Wahlperiode gehörte er als ordentliches Mitglied den Ausschüssen Wahlprüfung, Immunität und Geschäftsordnung an. Bei der Bundestagswahl 1965 wurde Wahl erneut in den Bundestag gewählt und war wie schon seit 1957 im Rechtsausschuss tätig. Von 1968 bis zu seinem Ausscheiden aus dem Bundestag ein Jahr später war er zudem Vorsitzender des Ausschusses für Wirtschaft und Entwicklung.
Wahl war außerdem Mitglied der Versammlung der Westeuropäischen Union und von 1953 bis 1969 der Beratenden Versammlung des Europarates, deren Vizepräsident er im Jahr 1966 wurde.

## Auszeichnungen
- 1963: Großes Bundesverdienstkreuz[1]
- 1969: Großes Bundesverdienstkreuz mit Stern[1]
- 1972 Ehrendoktor der Universität Montpellier[1]
- 1973: Verfassungsmedaille des Landes Baden-Württemberg in Gold[1]
- 1978 Großes Bundesverdienstkreuz mit Stern und Schulterband[1]

## Schriften
- Vertragsansprüche Dritter im französischen Recht unter Vergleichung mit dem deutschen Recht dargestellt an Hand der Fälle der action directe (= Beiträge zum ausländischen und internationalen Privatrecht. Bd. 9, ISSN 0340-6709). de Gruyter, Berlin u. a. 1935 (Zugleich: Berlin, Universität, Habilitations-Schrift, 1932; Nachdruck. Schmidt Periodicals, Bad Feilnbach 1996).
- August von Knieriem: Nürnberg. Rechtliche und menschliche Probleme. Vorwort von Eduard Wahl. Klett, Stuttgart 1953.
- Die Erhöhung des Ehegatten-Erbrechts um ein Viertel als Zugewinnausgleich bei Auflösung der Ehe durch den Tod und die erbrechtliche Stellung erstehelicher Kinder. In: Hans Carl Nipperdey (Hrsg.): Das deutsche Privatrecht in der Mitte des 20. Jahrhunderts. Festschrift für Heinrich Lehmann zum 80. Geburtstag. Band 1. de Gruyter u. a., Berlin u. a. 1956, S. 419–436
- Zur Entwicklung des Personalstatuts im europäischen Raum. Rückblick und Ausblick. In: Hubert Niederländer, Rolf Serick, Eduard Wahl (Hrsg.): Rechtsvergleichung und Rechtsvereinheitlichung. Festschrift zum fünfzigjährigen Bestehen des Instituts für Ausländisches und Internationales Privat- und Wirtschaftsrecht der Universität Heidelberg (= Heidelberger rechtsvergleichende und wirtschaftsrechtliche Studien. ISSN 0170-320X). Institut für Ausländisches und Internationales Privat- und Wirtschaftsrecht, Heidelberg 1967, S. 123–154.

Als Herausgeber:
- mit Hubert Niederländer und Rolf Serick: Rechtsvergleichung und Rechtsvereinheitlichung. Festschrift zum fünfzigjährigen Bestehen des Instituts für Ausländisches und Internationales Privat- und Wirtschaftsrecht der Universität Heidelberg (= Heidelberger rechtsvergleichende und wirtschaftsrechtliche Studien. ISSN 0170-320X). Institut für Ausländisches und Internationales Privat- und Wirtschaftsrecht, Heidelberg 1967.